# Ugolino III Trinci
Ugolino III Trinci fou fill de Trincia II Trinci, i fou gonfanoner de justícia i capità del poble de Foligno des del 1386, vicari pontifici de Foligno i Nocera des del 1405.
Estava casat amb Constanza Orsini, filla d'Aldobrandino Orsini comte de Pitigliano. Va morir el 1415 deixant 12 fills:
- Niccolò I Trinci, assassinat a la Rocca de Nocera Umbra el 10 de gener del 1421
- Corrado IV Trinci
- Antonio (canònic i prior mort el 1430)
- Achille (mort després del 1432)
- Trincia (mort passat el 1430)
- Bartolomeo (assassinat també a la Rocca de Nocera el 10 de gener de 1421)
- Agnese (casada amb Andrea Tomacelli marquès i rector de la Marca d'Ancona, senyor de Configni i Casarano)
- Viviana (casada amb Berardo III Varano senyor i vicari de Camerino, morta després del 1434)
- Marsobilia (casada amb Antonio Smeducci senyor sobirà i vicari pontifici de San Severino, que es va fer monja el 1436 i va morir a Foligno el 1446)
- Prugolina
- Giacoma
- Francesca.